# Othello (1969)
Othello is een Vlaamse televisiefilm uit 1969 naar het gelijknamige toneelstuk van William Shakespeare onder regie van Maurits Balfoort en Lode Hendrickx. Voor de tekst werd de vertaling van Willy Courteaux gebruikt.

## Rolverdeling
| Acteur           | Personage                     |
| ---------------- | ----------------------------- |
| Bert Struys      | Othello                       |
| Chris Lomme      | Desdemona                     |
| Senne Rouffaer   | Jago                          |
| Rik Andries      | Cassio                        |
| Herman Bruggen   | Rodrigo                       |
| Ugo Prinsen      | Ludovico / Senator en edelman |
| Alex Cassiers    | Montano                       |
| Vera Veroft      | Emilia                        |
| Leo Beyers       | Brabantio                     |
| Janine Bischops  | Bianca                        |
| Rudolf Damsté    | Senator en edelman            |
| Leo Haelterman   | Senator en edelman            |
| Walter Moeremans | Senator en edelman            |
| Jan Reusens      | Doge van Venetië              |